# Giro d’Italia 2016/Fahrerfeld
Dieser Artikel gibt das Fahrerfeld des Giro d’Italia 2016 wieder. Die Teilnehmer und deren Ergebnisse sind dabei nach Teams aufgeteilt.
| AG2R La Mondiale ALM | AG2R La Mondiale ALM         | AG2R La Mondiale ALM |
| -------------------- | ---------------------------- | -------------------- |
| Nr.                  | Fahrer                       | Platz                |
| 1                    | Domenico Pozzovivo (ITA)     | 20.                  |
| 2                    | Guillaume Bonnafond (FRA)    | 54.                  |
| 3                    | Axel Domont (FRA)            | 50.                  |
| 4                    | Hubert Dupont (FRA)          | 11.                  |
| 5                    | Patrick Gretsch (GER)        | DNF-13               |
| 6                    | Hugo Houle (CAN)             | 72.                  |
| 7                    | Blel Kadri (FRA)             | 147.                 |
| 8                    | Matteo Montaguti (ITA)       | 19.                  |
| 9                    | Jean-Christophe Péraud (FRA) | DNF-3                |

| Astana AST | Astana AST                 | Astana AST |
| ---------- | -------------------------- | ---------- |
| Nr.        | Fahrer                     | Platz      |
| 11         | Vincenzo Nibali (ITA)      | 1.         |
| 12         | Valerio Agnoli (ITA)       | DNS-12     |
| 13         | Eros Capecchi (ITA)        | 82.        |
| 14         | Jakob Fuglsang (DEN)       | 12.        |
| 15         | Tanel Kangert (EST)        | 23.        |
| 16         | Baqtijar Qoschatajew (KAZ) | 65.        |
| 17         | Davide Malacarne (ITA)     | 47.        |
| 18         | Michele Scarponi (ITA)     | 16.        |
| 19         | Andrei Seiz (KAZ)          | 33.        |

| Bardiani CSF BAR | Bardiani CSF BAR                 | Bardiani CSF BAR |
| ---------------- | -------------------------------- | ---------------- |
| Nr.              | Fahrer                           | Platz            |
| 21               | Stefano Pirazzi (ITA)            | 18.              |
| 22               | Simone Andreetta (ITA)           | 141.             |
| 23               | Paolo Simion (ITA)               | 131.             |
| 24               | Nicola Boem (ITA)                | 139.             |
| 25               | Francesco Manuel Bongiorno (ITA) | 109.             |
| 26               | Giulio Ciccone (ITA)             | DNS-19           |
| 27               | Sonny Colbrelli (ITA)            | 95.              |
| 28               | Mirco Maestri (ITA)              | 119.             |
| 29               | Nicola Ruffoni (ITA)             | DNS-13           |

| BMC Racing Team BMC | BMC Racing Team BMC        | BMC Racing Team BMC |
| ------------------- | -------------------------- | ------------------- |
| Nr.                 | Fahrer                     | Platz               |
| 31                  | Manuel Senni (ITA)         | 76.                 |
| 32                  | Darwin Atapuma (COL)       | 9.                  |
| 33                  | Alessandro De Marchi (ITA) | 94.                 |
| 34                  | Silvan Dillier (SUI)       | DNF-3               |
| 35                  | Stefan Küng (SUI)          | 60.                 |
| 36                  | Daniel Oss (ITA)           | 111.                |
| 37                  | Manuel Quinziato (ITA)     | 117.                |
| 38                  | Joey Rosskopf (USA)        | 85.                 |
| 39                  | Rick Zabel (GER)           | 140.                |

| Cannondale CPT | Cannondale CPT             | Cannondale CPT |
| -------------- | -------------------------- | -------------- |
| Nr.            | Fahrer                     | Platz          |
| 41             | Rigoberto Urán (COL)       | 7.             |
| 42             | André Cardoso (POR)        | 14.            |
| 43             | Simon Clarke (AUS)         | 67.            |
| 44             | Joseph Dombrowski (USA)    | 34.            |
| 45             | Davide Formolo (ITA)       | 31.            |
| 46             | Moreno Moser (ITA)         | 41.            |
| 47             | Ramūnas Navardauskas (LTU) | 122.           |
| 48             | Alberto Bettiol (ITA)      | 86.            |
| 49             | Nathan Brown (USA)         | 48.            |

| Dimension Data DDD | Dimension Data DDD        | Dimension Data DDD |
| ------------------ | ------------------------- | ------------------ |
| Nr.                | Fahrer                    | Platz              |
| 51                 | Igor Antón (ESP)          | 28.                |
| 52                 | Omar Fraile (ESP)         | DNF-5              |
| 53                 | Songezo Jim (RSA)         | 144.               |
| 54                 | Merhawi Kudus (ERI)       | 37.                |
| 55                 | Kristian Sbaragli (ITA)   | 93.                |
| 56                 | Kanstantsin Siutsou (BLR) | 10.                |
| 57                 | Jay Robert Thomson (RSA)  | 149.               |
| 58                 | Johann van Zyl (RSA)      | 79.                |
| 59                 | Jacobus Venter (RSA)      | 101.               |

| Etixx-Quick Step EQS | Etixx-Quick Step EQS     | Etixx-Quick Step EQS |
| -------------------- | ------------------------ | -------------------- |
| Nr.                  | Fahrer                   | Platz                |
| 61                   | Marcel Kittel (GER)      | DNS-9                |
| 62                   | Gianluca Brambilla (ITA) | 22.                  |
| 63                   | David de la Cruz (ESP)   | DNS-16               |
| 64                   | Bob Jungels (LUX)        | 6.                   |
| 65                   | Fabio Sabatini (ITA)     | DNS-15               |
| 66                   | Pieter Serry (BEL)       | 70.                  |
| 67                   | Matteo Trentin (ITA)     | 74.                  |
| 68                   | Carlos Verona (ESP)      | 43.                  |
| 69                   | Łukasz Wiśniowski (POL)  | 138.                 |

| FDJ | FDJ                       | FDJ    |
| --- | ------------------------- | ------ |
| Nr. | Fahrer                    | Platz  |
| 71  | Arnaud Démare (FRA)       | DNF-14 |
| 72  | Arnaud Courteille (FRA)   | 136.   |
| 73  | Mickaël Delage (FRA)      | 148.   |
| 74  | Murilo Fischer (BRA)      | 152.   |
| 75  | Alexandre Geniez (FRA)    | DNF-4  |
| 76  | Ignatas Konovalovas (LTU) | 134.   |
| 77  | Olivier Le Gac (FRA)      | 133.   |
| 78  | Marc Sarreau (FRA)        | DNF-13 |
| 79  | Benoît Vaugrenard (FRA)   | 91.    |

| Gazprom-RusVelo GAZ | Gazprom-RusVelo GAZ                   | Gazprom-RusVelo GAZ |
| ------------------- | ------------------------------------- | ------------------- |
| Nr.                 | Fahrer                                | Platz               |
| 81                  | Alexander Kolobnew (RUS)              | 73.                 |
| 82                  | Alexei Rybalkin (RUS)                 | 106.                |
| 83                  | Artur Stanislawowitsch Jerschow (RUS) | HD-15               |
| 84                  | Sergei Firsanow (RUS)                 | 30.                 |
| 85                  | Alexander Foliforow (RUS)             | 45.                 |
| 86                  | Artjom Owetschkin (RUS)               | 142.                |
| 87                  | Iwan Alexandrowitsch Sawizki (RUS)    | 104.                |
| 88                  | Alexander Sergejewitsch Serow (RUS)   | 128.                |
| 89                  | Andrei Solomennikow (RUS)             | 127.                |

| IAM Cycling IAM | IAM Cycling IAM            | IAM Cycling IAM |
| --------------- | -------------------------- | --------------- |
| Nr.             | Fahrer                     | Platz           |
| 91              | Heinrich Haussler (AUS)    | 99.             |
| 92              | Matthias Brändle (AUT)     | DNF-14          |
| 93              | Leigh Howard (AUS)         | DNS-15          |
| 94              | Roger Kluge (GER)          | 137.            |
| 95              | Matteo Pelucchi (ITA)      | HD-6            |
| 96              | Stefan Denifl (AUT)        | 52.             |
| 97              | Lawrence Warbasse (USA)    | DNS-7           |
| 98              | Marcel Wyss (SUI)          | 40.             |
| 99              | Vegard Stake Laengen (NOR) | 83.             |

| Lampre-Merida LAM | Lampre-Merida LAM        | Lampre-Merida LAM |
| ----------------- | ------------------------ | ----------------- |
| Nr.               | Fahrer                   | Platz             |
| 100               | Diego Ulissi (ITA)       | 21.               |
| 101               | Valerio Conti (ITA)      | 27.               |
| 102               | Roberto Ferrari (ITA)    | 132.              |
| 103               | Ilia Koshevoy (BLR)      | 97.               |
| 104               | Sacha Modolo (ITA)       | 84.               |
| 105               | Matej Mohorič (SLO)      | 98.               |
| 106               | Manuele Mori (ITA)       | 63.               |
| 107               | Przemysław Niemiec (POL) | DNF-14            |
| 109               | Simone Petilli (ITA)     | 77.               |

| Lotto-Soudal LTS | Lotto-Soudal LTS       | Lotto-Soudal LTS |
| ---------------- | ---------------------- | ---------------- |
| Nr.              | Fahrer                 | Platz            |
| 111              | Tim Wellens (BEL)      | 96.              |
| 112              | Lars Bak (DEN)         | DNF-21           |
| 113              | Sean De Bie (BEL)      | 108.             |
| 114              | André Greipel (GER)    | DNS-13           |
| 115              | Adam Hansen (AUS)      | 68.              |
| 116              | Pim Ligthart (NED)     | 126.             |
| 117              | Maxime Monfort (BEL)   | 15.              |
| 118              | Jürgen Roelandts (BEL) | DNS-13           |
| 119              | Jelle Vanendert (BEL)  | 92.              |

| Movistar Team MOV | Movistar Team MOV        | Movistar Team MOV |
| ----------------- | ------------------------ | ----------------- |
| Nr.               | Fahrer                   | Platz             |
| 121               | Alejandro Valverde (ESP) | 3.                |
| 122               | Andrey Amador (CRC)      | 8.                |
| 123               | Carlos Betancur (COL)    | DNF-19            |
| 124               | José Herrada (ESP)       | 62.               |
| 125               | Javier Moreno (ESP)      | DNF-7             |
| 126               | José Joaquín Rojas (ESP) | 49.               |
| 127               | Rory Sutherland (AUS)    | 80.               |
| 128               | Jasha Sütterlin (GER)    | 113.              |
| 129               | Giovanni Visconti (ITA)  | 13.               |

| Nippo-Vini Fantini NIP | Nippo-Vini Fantini NIP     | Nippo-Vini Fantini NIP |
| ---------------------- | -------------------------- | ---------------------- |
| Nr.                    | Fahrer                     | Platz                  |
| 131                    | Damiano Cunego (ITA)       | 44.                    |
| 132                    | Giacomo Berlato (ITA)      | DNF-14                 |
| 133                    | Alessandro Bisolti (ITA)   | 81.                    |
| 134                    | Grega Bole (SLO)           | 135.                   |
| 135                    | Riccardo Stacchiotti (ITA) | 155.                   |
| 136                    | Iuri Filosi (ITA)          | HD-8                   |
| 137                    | Eduard-Michael Grosu (ROU) | 153.                   |
| 138                    | Genki Yamamoto (JPN)       | 151.                   |
| 139                    | Gianfranco Zilioli (ITA)   | 118.                   |

| Orica-GreenEDGE OGE | Orica-GreenEDGE OGE   | Orica-GreenEDGE OGE |
| ------------------- | --------------------- | ------------------- |
| Nr.                 | Fahrer                | Platz               |
| 141                 | Esteban Chaves (COL)  | 2.                  |
| 142                 | Sam Bewley (NZL)      | 125.                |
| 143                 | Caleb Ewan (AUS)      | DNS-13              |
| 144                 | Michael Hepburn (AUS) | 150.                |
| 145                 | Damien Howson (AUS)   | 53.                 |
| 146                 | Luka Mezgec (SLO)     | DNS-17              |
| 147                 | Rubén Plaza (ESP)     | 56.                 |
| 148                 | Svein Tuft (CAN)      | 146.                |
| 149                 | Amets Txurruka (ESP)  | 55.                 |

| Giant-Alpecin TGA | Giant-Alpecin TGA       | Giant-Alpecin TGA |
| ----------------- | ----------------------- | ----------------- |
| Nr.               | Fahrer                  | Platz             |
| 151               | Tom Dumoulin (NED)      | DNF-11            |
| 152               | Nikias Arndt (GER)      | 87.               |
| 153               | Bert De Backer (BEL)    | DNF-14            |
| 154               | Chad Haga (USA)         | 78.               |
| 155               | Ji Cheng (CHN)          | 154.              |
| 156               | Tobias Ludvigsson (SWE) | 51.               |
| 157               | Georg Preidler (AUT)    | 26.               |
| 158               | Tom Stamsnijder (NED)   | 143.              |
| 159               | Albert Timmer (NED)     | 121.              |

| Katusha KAT | Katusha KAT                         | Katusha KAT |
| ----------- | ----------------------------------- | ----------- |
| Nr.         | Fahrer                              | Platz       |
| 161         | İlnur Zäkärin (RUS)                 | DNF-19      |
| 162         | Maxim Belkow (RUS)                  | 116.        |
| 163         | Pawel Kotschetkow (RUS)             | 32.         |
| 164         | Wjatscheslaw Kusnezow (RUS)         | 123.        |
| 165         | Anton Gennadjewitsch Worobjow (RUS) | 100.        |
| 166         | Alexander Porsew (RUS)              | 145.        |
| 167         | Jegor Silin (RUS)                   | 38.         |
| 168         | Rein Taaramäe (EST)                 | 29.         |
| 169         | Alexei Zatewitsch (RUS)             | DNS-10      |

| LottoNL-Jumbo TLJ | LottoNL-Jumbo TLJ        | LottoNL-Jumbo TLJ |
| ----------------- | ------------------------ | ----------------- |
| Nr.               | Fahrer                   | Platz             |
| 171               | Steven Kruijswijk (NED)  | 4.                |
| 172               | Enrico Battaglin (ITA)   | 42.               |
| 173               | Moreno Hofland (NED)     | DNF-13            |
| 174               | Twan Castelijns (NED)    | 114.              |
| 175               | Martijn Keizer (NED)     | 102.              |
| 176               | Primož Roglič (SLO)      | 58.               |
| 177               | Bram Tankink (NED)       | 61.               |
| 178               | Maarten Tjallingii (NED) | 124.              |
| 179               | Jos van Emden (NED)      | 120.              |

| Team Sky SKY | Team Sky SKY             | Team Sky SKY |
| ------------ | ------------------------ | ------------ |
| Nr.          | Fahrer                   | Platz        |
| 181          | Mikel Landa (ESP)        | DNF-10       |
| 182          | Ian Boswell (USA)        | 71.          |
| 183          | Philip Deignan (IRL)     | DNF-19       |
| 184          | Sebastián Henao (COL)    | 17.          |
| 185          | Mikel Nieve (ESP)        | 25.          |
| 186          | David López García (ESP) | 69.          |
| 187          | Christian Knees (GER)    | 66.          |
| 188          | Nicolas Roche (IRL)      | 24.          |
| 189          | Elia Viviani (ITA)       | HD-8         |

| Tinkoff TNK | Tinkoff TNK           | Tinkoff TNK |
| ----------- | --------------------- | ----------- |
| Nr.         | Fahrer                | Platz       |
| 191         | Rafał Majka (POL)     | 5.          |
| 192         | Manuele Boaro (ITA)   | 46.         |
| 193         | Pawel Brutt (RUS)     | 90.         |
| 194         | Jesús Hernández (ESP) | 59.         |
| 195         | Jay McCarthy (AUS)    | 88.         |
| 196         | Paweł Poljański (POL) | 35.         |
| 197         | Iwan Rowny (RUS)      | 36.         |
| 198         | Jewgeni Petrow (RUS)  | 75.         |
| 199         | Matteo Tosatto (ITA)  | 107.        |

| Trek-Segafredo TFS | Trek-Segafredo TFS      | Trek-Segafredo TFS |
| ------------------ | ----------------------- | ------------------ |
| Nr.                | Fahrer                  | Platz              |
| 201                | Ryder Hesjedal (CAN)    | DNF-14             |
| 202                | Eugenio Alafaci (ITA)   | 105.               |
| 203                | Jack Bobridge (AUS)     | 156.               |
| 204                | Fabian Cancellara (SUI) | DNS-10             |
| 205                | Marco Coledan (ITA)     | 129.               |
| 206                | Laurent Didier (LUX)    | 64.                |
| 207                | Giacomo Nizzolo (ITA)   | 110.               |
| 208                | Boy van Poppel (NED)    | HD-8               |
| 209                | Riccardo Zoidl (AUT)    | 39.                |

| Wilier Triestina-Southeast WIL | Wilier Triestina-Southeast WIL | Wilier Triestina-Southeast WIL |
| ------------------------------ | ------------------------------ | ------------------------------ |
| Nr.                            | Fahrer                         | Platz                          |
| 211                            | Filippo Pozzato (ITA)          | 115.                           |
| 212                            | Julen Amezqueta (ESP)          | 112.                           |
| 213                            | Manuel Belletti (ITA)          | DNS-18                         |
| 214                            | Liam Bertazzo (ITA)            | DNF-14                         |
| 215                            | Matteo Busato (ITA)            | 57.                            |
| 216                            | Cristian Rodríguez (ESP)       | 103.                           |
| 217                            | Jakub Mareczko (ITA)           | DNF-5                          |
| 218                            | Daniel Felipe Martínez (COL)   | 89.                            |
| 219                            | Eugert Zhupa (ALB)             | 130.                           |

| AG2R La Mondiale ALM | AG2R La Mondiale ALM         | AG2R La Mondiale ALM |
| -------------------- | ---------------------------- | -------------------- |
| Nr.                  | Fahrer                       | Platz                |
| 1                    | Domenico Pozzovivo (ITA)     | 20.                  |
| 2                    | Guillaume Bonnafond (FRA)    | 54.                  |
| 3                    | Axel Domont (FRA)            | 50.                  |
| 4                    | Hubert Dupont (FRA)          | 11.                  |
| 5                    | Patrick Gretsch (GER)        | DNF-13               |
| 6                    | Hugo Houle (CAN)             | 72.                  |
| 7                    | Blel Kadri (FRA)             | 147.                 |
| 8                    | Matteo Montaguti (ITA)       | 19.                  |
| 9                    | Jean-Christophe Péraud (FRA) | DNF-3                |

| Astana AST | Astana AST                 | Astana AST |
| ---------- | -------------------------- | ---------- |
| Nr.        | Fahrer                     | Platz      |
| 11         | Vincenzo Nibali (ITA)      | 1.         |
| 12         | Valerio Agnoli (ITA)       | DNS-12     |
| 13         | Eros Capecchi (ITA)        | 82.        |
| 14         | Jakob Fuglsang (DEN)       | 12.        |
| 15         | Tanel Kangert (EST)        | 23.        |
| 16         | Baqtijar Qoschatajew (KAZ) | 65.        |
| 17         | Davide Malacarne (ITA)     | 47.        |
| 18         | Michele Scarponi (ITA)     | 16.        |
| 19         | Andrei Seiz (KAZ)          | 33.        |

| Bardiani CSF BAR | Bardiani CSF BAR                 | Bardiani CSF BAR |
| ---------------- | -------------------------------- | ---------------- |
| Nr.              | Fahrer                           | Platz            |
| 21               | Stefano Pirazzi (ITA)            | 18.              |
| 22               | Simone Andreetta (ITA)           | 141.             |
| 23               | Paolo Simion (ITA)               | 131.             |
| 24               | Nicola Boem (ITA)                | 139.             |
| 25               | Francesco Manuel Bongiorno (ITA) | 109.             |
| 26               | Giulio Ciccone (ITA)             | DNS-19           |
| 27               | Sonny Colbrelli (ITA)            | 95.              |
| 28               | Mirco Maestri (ITA)              | 119.             |
| 29               | Nicola Ruffoni (ITA)             | DNS-13           |

| BMC Racing Team BMC | BMC Racing Team BMC        | BMC Racing Team BMC |
| ------------------- | -------------------------- | ------------------- |
| Nr.                 | Fahrer                     | Platz               |
| 31                  | Manuel Senni (ITA)         | 76.                 |
| 32                  | Darwin Atapuma (COL)       | 9.                  |
| 33                  | Alessandro De Marchi (ITA) | 94.                 |
| 34                  | Silvan Dillier (SUI)       | DNF-3               |
| 35                  | Stefan Küng (SUI)          | 60.                 |
| 36                  | Daniel Oss (ITA)           | 111.                |
| 37                  | Manuel Quinziato (ITA)     | 117.                |
| 38                  | Joey Rosskopf (USA)        | 85.                 |
| 39                  | Rick Zabel (GER)           | 140.                |

| Cannondale CPT | Cannondale CPT             | Cannondale CPT |
| -------------- | -------------------------- | -------------- |
| Nr.            | Fahrer                     | Platz          |
| 41             | Rigoberto Urán (COL)       | 7.             |
| 42             | André Cardoso (POR)        | 14.            |
| 43             | Simon Clarke (AUS)         | 67.            |
| 44             | Joseph Dombrowski (USA)    | 34.            |
| 45             | Davide Formolo (ITA)       | 31.            |
| 46             | Moreno Moser (ITA)         | 41.            |
| 47             | Ramūnas Navardauskas (LTU) | 122.           |
| 48             | Alberto Bettiol (ITA)      | 86.            |
| 49             | Nathan Brown (USA)         | 48.            |

| Dimension Data DDD | Dimension Data DDD        | Dimension Data DDD |
| ------------------ | ------------------------- | ------------------ |
| Nr.                | Fahrer                    | Platz              |
| 51                 | Igor Antón (ESP)          | 28.                |
| 52                 | Omar Fraile (ESP)         | DNF-5              |
| 53                 | Songezo Jim (RSA)         | 144.               |
| 54                 | Merhawi Kudus (ERI)       | 37.                |
| 55                 | Kristian Sbaragli (ITA)   | 93.                |
| 56                 | Kanstantsin Siutsou (BLR) | 10.                |
| 57                 | Jay Robert Thomson (RSA)  | 149.               |
| 58                 | Johann van Zyl (RSA)      | 79.                |
| 59                 | Jacobus Venter (RSA)      | 101.               |

| Etixx-Quick Step EQS | Etixx-Quick Step EQS     | Etixx-Quick Step EQS |
| -------------------- | ------------------------ | -------------------- |
| Nr.                  | Fahrer                   | Platz                |
| 61                   | Marcel Kittel (GER)      | DNS-9                |
| 62                   | Gianluca Brambilla (ITA) | 22.                  |
| 63                   | David de la Cruz (ESP)   | DNS-16               |
| 64                   | Bob Jungels (LUX)        | 6.                   |
| 65                   | Fabio Sabatini (ITA)     | DNS-15               |
| 66                   | Pieter Serry (BEL)       | 70.                  |
| 67                   | Matteo Trentin (ITA)     | 74.                  |
| 68                   | Carlos Verona (ESP)      | 43.                  |
| 69                   | Łukasz Wiśniowski (POL)  | 138.                 |

| FDJ | FDJ                       | FDJ    |
| --- | ------------------------- | ------ |
| Nr. | Fahrer                    | Platz  |
| 71  | Arnaud Démare (FRA)       | DNF-14 |
| 72  | Arnaud Courteille (FRA)   | 136.   |
| 73  | Mickaël Delage (FRA)      | 148.   |
| 74  | Murilo Fischer (BRA)      | 152.   |
| 75  | Alexandre Geniez (FRA)    | DNF-4  |
| 76  | Ignatas Konovalovas (LTU) | 134.   |
| 77  | Olivier Le Gac (FRA)      | 133.   |
| 78  | Marc Sarreau (FRA)        | DNF-13 |
| 79  | Benoît Vaugrenard (FRA)   | 91.    |

| Gazprom-RusVelo GAZ | Gazprom-RusVelo GAZ                   | Gazprom-RusVelo GAZ |
| ------------------- | ------------------------------------- | ------------------- |
| Nr.                 | Fahrer                                | Platz               |
| 81                  | Alexander Kolobnew (RUS)              | 73.                 |
| 82                  | Alexei Rybalkin (RUS)                 | 106.                |
| 83                  | Artur Stanislawowitsch Jerschow (RUS) | HD-15               |
| 84                  | Sergei Firsanow (RUS)                 | 30.                 |
| 85                  | Alexander Foliforow (RUS)             | 45.                 |
| 86                  | Artjom Owetschkin (RUS)               | 142.                |
| 87                  | Iwan Alexandrowitsch Sawizki (RUS)    | 104.                |
| 88                  | Alexander Sergejewitsch Serow (RUS)   | 128.                |
| 89                  | Andrei Solomennikow (RUS)             | 127.                |

| IAM Cycling IAM | IAM Cycling IAM            | IAM Cycling IAM |
| --------------- | -------------------------- | --------------- |
| Nr.             | Fahrer                     | Platz           |
| 91              | Heinrich Haussler (AUS)    | 99.             |
| 92              | Matthias Brändle (AUT)     | DNF-14          |
| 93              | Leigh Howard (AUS)         | DNS-15          |
| 94              | Roger Kluge (GER)          | 137.            |
| 95              | Matteo Pelucchi (ITA)      | HD-6            |
| 96              | Stefan Denifl (AUT)        | 52.             |
| 97              | Lawrence Warbasse (USA)    | DNS-7           |
| 98              | Marcel Wyss (SUI)          | 40.             |
| 99              | Vegard Stake Laengen (NOR) | 83.             |

| Lampre-Merida LAM | Lampre-Merida LAM        | Lampre-Merida LAM |
| ----------------- | ------------------------ | ----------------- |
| Nr.               | Fahrer                   | Platz             |
| 100               | Diego Ulissi (ITA)       | 21.               |
| 101               | Valerio Conti (ITA)      | 27.               |
| 102               | Roberto Ferrari (ITA)    | 132.              |
| 103               | Ilia Koshevoy (BLR)      | 97.               |
| 104               | Sacha Modolo (ITA)       | 84.               |
| 105               | Matej Mohorič (SLO)      | 98.               |
| 106               | Manuele Mori (ITA)       | 63.               |
| 107               | Przemysław Niemiec (POL) | DNF-14            |
| 109               | Simone Petilli (ITA)     | 77.               |

| Lotto-Soudal LTS | Lotto-Soudal LTS       | Lotto-Soudal LTS |
| ---------------- | ---------------------- | ---------------- |
| Nr.              | Fahrer                 | Platz            |
| 111              | Tim Wellens (BEL)      | 96.              |
| 112              | Lars Bak (DEN)         | DNF-21           |
| 113              | Sean De Bie (BEL)      | 108.             |
| 114              | André Greipel (GER)    | DNS-13           |
| 115              | Adam Hansen (AUS)      | 68.              |
| 116              | Pim Ligthart (NED)     | 126.             |
| 117              | Maxime Monfort (BEL)   | 15.              |
| 118              | Jürgen Roelandts (BEL) | DNS-13           |
| 119              | Jelle Vanendert (BEL)  | 92.              |

| Movistar Team MOV | Movistar Team MOV        | Movistar Team MOV |
| ----------------- | ------------------------ | ----------------- |
| Nr.               | Fahrer                   | Platz             |
| 121               | Alejandro Valverde (ESP) | 3.                |
| 122               | Andrey Amador (CRC)      | 8.                |
| 123               | Carlos Betancur (COL)    | DNF-19            |
| 124               | José Herrada (ESP)       | 62.               |
| 125               | Javier Moreno (ESP)      | DNF-7             |
| 126               | José Joaquín Rojas (ESP) | 49.               |
| 127               | Rory Sutherland (AUS)    | 80.               |
| 128               | Jasha Sütterlin (GER)    | 113.              |
| 129               | Giovanni Visconti (ITA)  | 13.               |

| Nippo-Vini Fantini NIP | Nippo-Vini Fantini NIP     | Nippo-Vini Fantini NIP |
| ---------------------- | -------------------------- | ---------------------- |
| Nr.                    | Fahrer                     | Platz                  |
| 131                    | Damiano Cunego (ITA)       | 44.                    |
| 132                    | Giacomo Berlato (ITA)      | DNF-14                 |
| 133                    | Alessandro Bisolti (ITA)   | 81.                    |
| 134                    | Grega Bole (SLO)           | 135.                   |
| 135                    | Riccardo Stacchiotti (ITA) | 155.                   |
| 136                    | Iuri Filosi (ITA)          | HD-8                   |
| 137                    | Eduard-Michael Grosu (ROU) | 153.                   |
| 138                    | Genki Yamamoto (JPN)       | 151.                   |
| 139                    | Gianfranco Zilioli (ITA)   | 118.                   |

| Orica-GreenEDGE OGE | Orica-GreenEDGE OGE   | Orica-GreenEDGE OGE |
| ------------------- | --------------------- | ------------------- |
| Nr.                 | Fahrer                | Platz               |
| 141                 | Esteban Chaves (COL)  | 2.                  |
| 142                 | Sam Bewley (NZL)      | 125.                |
| 143                 | Caleb Ewan (AUS)      | DNS-13              |
| 144                 | Michael Hepburn (AUS) | 150.                |
| 145                 | Damien Howson (AUS)   | 53.                 |
| 146                 | Luka Mezgec (SLO)     | DNS-17              |
| 147                 | Rubén Plaza (ESP)     | 56.                 |
| 148                 | Svein Tuft (CAN)      | 146.                |
| 149                 | Amets Txurruka (ESP)  | 55.                 |

| Giant-Alpecin TGA | Giant-Alpecin TGA       | Giant-Alpecin TGA |
| ----------------- | ----------------------- | ----------------- |
| Nr.               | Fahrer                  | Platz             |
| 151               | Tom Dumoulin (NED)      | DNF-11            |
| 152               | Nikias Arndt (GER)      | 87.               |
| 153               | Bert De Backer (BEL)    | DNF-14            |
| 154               | Chad Haga (USA)         | 78.               |
| 155               | Ji Cheng (CHN)          | 154.              |
| 156               | Tobias Ludvigsson (SWE) | 51.               |
| 157               | Georg Preidler (AUT)    | 26.               |
| 158               | Tom Stamsnijder (NED)   | 143.              |
| 159               | Albert Timmer (NED)     | 121.              |

| Katusha KAT | Katusha KAT                         | Katusha KAT |
| ----------- | ----------------------------------- | ----------- |
| Nr.         | Fahrer                              | Platz       |
| 161         | İlnur Zäkärin (RUS)                 | DNF-19      |
| 162         | Maxim Belkow (RUS)                  | 116.        |
| 163         | Pawel Kotschetkow (RUS)             | 32.         |
| 164         | Wjatscheslaw Kusnezow (RUS)         | 123.        |
| 165         | Anton Gennadjewitsch Worobjow (RUS) | 100.        |
| 166         | Alexander Porsew (RUS)              | 145.        |
| 167         | Jegor Silin (RUS)                   | 38.         |
| 168         | Rein Taaramäe (EST)                 | 29.         |
| 169         | Alexei Zatewitsch (RUS)             | DNS-10      |

| LottoNL-Jumbo TLJ | LottoNL-Jumbo TLJ        | LottoNL-Jumbo TLJ |
| ----------------- | ------------------------ | ----------------- |
| Nr.               | Fahrer                   | Platz             |
| 171               | Steven Kruijswijk (NED)  | 4.                |
| 172               | Enrico Battaglin (ITA)   | 42.               |
| 173               | Moreno Hofland (NED)     | DNF-13            |
| 174               | Twan Castelijns (NED)    | 114.              |
| 175               | Martijn Keizer (NED)     | 102.              |
| 176               | Primož Roglič (SLO)      | 58.               |
| 177               | Bram Tankink (NED)       | 61.               |
| 178               | Maarten Tjallingii (NED) | 124.              |
| 179               | Jos van Emden (NED)      | 120.              |

| Team Sky SKY | Team Sky SKY             | Team Sky SKY |
| ------------ | ------------------------ | ------------ |
| Nr.          | Fahrer                   | Platz        |
| 181          | Mikel Landa (ESP)        | DNF-10       |
| 182          | Ian Boswell (USA)        | 71.          |
| 183          | Philip Deignan (IRL)     | DNF-19       |
| 184          | Sebastián Henao (COL)    | 17.          |
| 185          | Mikel Nieve (ESP)        | 25.          |
| 186          | David López García (ESP) | 69.          |
| 187          | Christian Knees (GER)    | 66.          |
| 188          | Nicolas Roche (IRL)      | 24.          |
| 189          | Elia Viviani (ITA)       | HD-8         |

| Tinkoff TNK | Tinkoff TNK           | Tinkoff TNK |
| ----------- | --------------------- | ----------- |
| Nr.         | Fahrer                | Platz       |
| 191         | Rafał Majka (POL)     | 5.          |
| 192         | Manuele Boaro (ITA)   | 46.         |
| 193         | Pawel Brutt (RUS)     | 90.         |
| 194         | Jesús Hernández (ESP) | 59.         |
| 195         | Jay McCarthy (AUS)    | 88.         |
| 196         | Paweł Poljański (POL) | 35.         |
| 197         | Iwan Rowny (RUS)      | 36.         |
| 198         | Jewgeni Petrow (RUS)  | 75.         |
| 199         | Matteo Tosatto (ITA)  | 107.        |

| Trek-Segafredo TFS | Trek-Segafredo TFS      | Trek-Segafredo TFS |
| ------------------ | ----------------------- | ------------------ |
| Nr.                | Fahrer                  | Platz              |
| 201                | Ryder Hesjedal (CAN)    | DNF-14             |
| 202                | Eugenio Alafaci (ITA)   | 105.               |
| 203                | Jack Bobridge (AUS)     | 156.               |
| 204                | Fabian Cancellara (SUI) | DNS-10             |
| 205                | Marco Coledan (ITA)     | 129.               |
| 206                | Laurent Didier (LUX)    | 64.                |
| 207                | Giacomo Nizzolo (ITA)   | 110.               |
| 208                | Boy van Poppel (NED)    | HD-8               |
| 209                | Riccardo Zoidl (AUT)    | 39.                |

| Wilier Triestina-Southeast WIL | Wilier Triestina-Southeast WIL | Wilier Triestina-Southeast WIL |
| ------------------------------ | ------------------------------ | ------------------------------ |
| Nr.                            | Fahrer                         | Platz                          |
| 211                            | Filippo Pozzato (ITA)          | 115.                           |
| 212                            | Julen Amezqueta (ESP)          | 112.                           |
| 213                            | Manuel Belletti (ITA)          | DNS-18                         |
| 214                            | Liam Bertazzo (ITA)            | DNF-14                         |
| 215                            | Matteo Busato (ITA)            | 57.                            |
| 216                            | Cristian Rodríguez (ESP)       | 103.                           |
| 217                            | Jakub Mareczko (ITA)           | DNF-5                          |
| 218                            | Daniel Felipe Martínez (COL)   | 89.                            |
| 219                            | Eugert Zhupa (ALB)             | 130.                           |